# Stephan Veen
Stephan Patrick Veen (* 27. července 1970 Groningen) je bývalý nizozemský hráč pozemního hokeje. S nizozemským národním týmem má dvě zlata z olympijských her (1996, 2000). V Sydney 2000 navíc vedl tým jako kapitán a ve finálovém zápase vstřelil tři góly. Nastupoval v reprezentaci v letech 1989–2000, odehrál za ni 275 zápasů a vstřelil v nich 116 branek. S klubem HGC Wassenaar je dvojnásobným mistrem Nizozemska (1990 a 1996). Dvakrát byl zvolen nejlepším pozemním hokejistou světa, v letech 1998 a 2000. Jeho manželkou je pozemní hokejistka Suzan van der Wielenová, rovněž úspěšná nizozemská reprezentantka a olympijská medailistka.